# Cylindromyia hermonensis
Cylindromyia hermonensis là một loài ruồi trong họ Tachinidae.